# (9941) Игуанодон
(9941) Игуанодон (лат. Iguanodon) — типичный астероид главного пояса. Он был открыт 4 февраля 1989 года бельгийским астрономом Эриком Эльстом в обсерватории Ла-Силья и назван Игуанодоном, в честь рода крупных растительноядных динозавров.

Орбита астероида Игуанодон и его положение в Солнечной системе